# 883

## Události
- založen klášter San Michel de Cuxa
- Strojmír srazil knížete Bořivoje I. z trůnu.

## Hlavy státu
- České knížectví – Bořivoj I. – Strojmír
- Velkomoravská říše – Svatopluk I.
- Papež – Marinus I.
- Anglie – Alfréd Veliký
  - Mercie – Æthelred
- Skotské království – Giric
- Východofranská říše – Karel III. Tlustý
- Západofranská říše – Karloman II. Francouzský
- První bulharská říše – Boris I.
- Kyjevská Rus – Oleg
- Byzanc – Basileios I.
- Svatá říše římská – Karel III. Tlustý